# Johnny Dusbaba
Johnny Dusbaba, né le 14 mars 1956 à La Haye, est un joueur de football international néerlandais, qui évoluait comme défenseur central. Formé au club de sa ville natale, l'ADO La Haye, il passe ensuite notamment par l'Ajax Amsterdam, Anderlecht et le Standard de Liège, où il remporte à chaque fois des titres. Malgré un style rugueux revendiqué « S'il faut mettre le pied, alors je suis le premier à le mettre », il joue quatre matches avec l'équipe des Pays-Bas. Il prend sa retraite en 1986, à seulement 30 ans, et se lance dans les affaires. Il possède notamment son propre magasin de vêtements à Bruxelles. Il entraîne en même temps une équipe de futsal d'Ostende, le ZVC De Putters.

## Carrière
Johnny Dusbaba commence sa carrière pour ADO La Haye en 1974. Moins d'un an plus tard, il est transféré par l'Ajax Amsterdam, triple vainqueur de la Coupe des clubs champions, mais qui vient de perdre plusieurs joueurs de haut niveau et son entraîneur. Lors de ses trois premières saisons à l'Ajax, le club termine à chaque fois troisième. En 1977, il remporte enfin son premier titre de champion avec le club ajacide.
Dusbaba part ensuite pour Anderlecht, en Belgique, où il s'impose rapidement dans l'axe de la défense. Il est appelé à quatre reprises en équipe nationale lors de sa première saison à Anderlecht, pendant laquelle il remporte la Coupe des vainqueurs de coupe 1978. Il doit ensuite attendre la saison 1980-1981 pour fêter un titre national avec le club bruxellois. Néanmoins, il n'est plus titulaire, et rejoint alors le grand rival du Standard de Liège. Il joue une saison à Liège, couronnée par un nouveau titre de champion de Belgique. 
En 1982, il décide de retourner aux Pays-Bas et est transféré au NAC Breda. Le club est relégué au terme de la saison 1983-1984 et Dusbaba, affichant un poids de 108 kilos, se retrouve sans club. Quelques mois plus tard, il revient en Belgique et signe un contrat à Saint-Nicolas, qui joue sa première saison en division 1 depuis près de 40 ans. Le club est néanmoins relégué en fin de saison, et après avoir loupé la remontée via le tour final la saison suivante, il met un terme à sa carrière.
Après sa retraite sportive, Johnny Dusbaba se lance dans les affaires. Il a toujours été « commerçant », même pendant sa carrière. À ses débuts à l'Ajax, il utilisait le coffre de sa voiture comme dépôt et étalage. Lors de son séjour à Anderlecht, il a même lancé un commerce de matériel de ski qui lui rapportait, selon ses dires, près de 70 000 francs belges par semaine (soit environ 1750€), qu'il dépensait en vestes en cuir, télévisions et magnétoscopes. C'est donc tout naturellement qu'il se dirige vers ce domaine après sa carrière, lançant un magasin de vêtements en Belgique.

### Palmarès
- Vainqueur de la Coupe des vainqueurs de coupe en 1978 avec Anderlecht.
- 1 fois champion des Pays-Bas en 1977 avec l'Ajax Amsterdam.
- 2 fois champion de Belgique en 1981 avec Anderlecht et en 1982 avec le Standard de Liège.